# Танка плава линија
„Танка плава линија“ (енгл. Thin blue line) је термин који се обично односи на концепт полиције као линије између реда и закона и хаоса у друштву.  „Плава” у „танкој плавој линији” се односи на плаву боју униформи многих полицијских управа.
Ова фраза је настала као алузија на инцидент са танком црвеном линијом током Кримског рата 1854. године, када је шкотски пук, у црвеним униформама, чувено одбио коњички напад царске руске армије. Његову употребу која се посебно односи на полицију популаризовао је шеф полиције Лос Анђелеса Вилијам Х. Паркер током 1950-их; аутор и полицајац Џозеф Вамбо 1970-их, до када је „танка плава линија“ коришћена широм Сједињених Држава и документарни филм Ерола Мориса „Танка плава линија” (1988). Последњих година, симбол је такође користио покрет Плави животи су важни у Сједињеним Државама, који има за циљ да покаже солидарност са полицијом и бројни покрети крајње деснице у САД, посебно након митинга Уједините десницу у 2017. године.

## Историја
Термин је адаптиран из Танке црвене линије, инцидента битке код Балаклаве из 1854. током Кримског рата, где су трупе 93. пешачког пука успешно супротставиле коњичку јуриш царске руске армије. Британска штампа је нашироко рекламирала ову акцију и приказана у неколико уметничких дела, постајући једна од најпознатијих епизода читавог сукоба. Назив се данас користи за ватрогасце.
У књизи Лавталк, Џејмс Клап и Елизабет Торнбург кажу да се термин проширио на друге професије, на пример, „танка бела линија бискупа“.
Рана позната употреба израза „танка плава линија“ је из песме Нелса Дикмана Андерсона из 1911. под називом „Танка плава линија“. У песми, та фраза се користи да се односи на војску Сједињених Држава, алудирајући и на Танку црвену линију и на чињеницу да су војници америчке војске носили плаве униформе од осамнаестог до деветнаестог века.
Није познато када је овај термин први пут употребљен за полицију. Комесар њујоршке полиције Ричард Енрајт употребио је ову фразу 1922. године. Током 1950-их, шеф полиције Лос Анђелеса Бил Паркер је често користио овај израз у говорима, а такође је позајмио фразу телевизијској емисији Танка плава линија.  Паркер је користио термин „танка плава линија“ да додатно ојача улогу ЛАПД-а. Како је Паркер објаснио, танка плава линија, која представља полиццију Лос Анђелеса (ЛАПД), била је баријера између закона и реда и друштвене и грађанске анархије.
Оксфордски речник енглеског језика бележи његову употребу 1962. године од стране The Sunday Times-а помињући присуство полиције на антинуклеарним демонстрацијама. Ова фраза је такође документована у памфлету владе Масачусетса из 1965. године, који се односи на њену државну полицију, и у још ранијим полицијским извештајима НИПД-а. До раних 1970-их, термин се проширио на полицијске управе широм Сједињених Држава.  Аутор и полицајац Џозеф Вамбо је помогао да се ова фраза даље популарише својим полицијским романима током 1970-их и 1980-их.
Термин је коришћен за наслов документарног филма Ерола Мориса из 1988. године Тхе Тхин Блуе Лине о убиству полицајца Даласа Роберта В. Вуда. Судија Дон Меткалф, који је председавао суђење Рендалу Адамсу, у филму наводи да је „последњи аргумент Дага Молдера био онај који никада раније нисам чуо: о 'танкој плавој линији' полиције која одваја јавност од анархије". Судија је признао да је дубоко дирнут речима тужиоца, иако је суђење резултирало погрешном осудом и смртном казном.
Према чланку о прегледу закона из 2018. године, „танка плава линија“ се такође односи на неписани кодекс ћутања који се користи за прикривање полицијског недоличног понашања, такође познат као Плави зид ћутања,  термин који датира из 1978. године.

### Плави животи су важни
Симбол „танке плаве линије” је користио покрет „Плави животи су важни”, који се појавио 2014. године као одговор покрету Црни животи су важни, а стекао је популарност након убистава полицајаца Њујоршке полицијске управе Рафаела Рамоса и Вењиан Лиуа. у Бруклину, Њујорк.
„Танка плава линија“ је такође повезана са белим националистима у САД, посебно након митинга Уједини десницу 2017. године, који вијоре заставе Танке плаве линије на својим скуповима.
Танка плава линија америчке заставе се редовно појављивала на Трамповим митинзима. Застава, која тобоже представља солидарност са полицијом, појавила се као и приликом догађаја и уласка демонстраната у Капитол Сједињених Држава 6. јануара. Овај догађај је довео до доста контраверзних извештаја од стране медија а такође које су касније потврђене или доказане као неистините.
Полицијске управе у Медисону, Висконсину и Лос Анђелесу у Калифорнији забраниле су америчку заставу танком плавом линијом због њене повезаности са ставовима и идеологијама које су описане као „недемократске, расистичке и фанатичне“.

## Симболи и варијације
Застава „Танка плава линија“ је потпуно црна, са једном хоризонталном плавом пругом у средини. Варијације заставе, које често користе различите националне заставе приказане црно-бело са плавом линијом кроз центар, виде се испод. Покрет „Плави животи су важни” настао је у децембру 2014. године, након убистава њујоршких полицајаца Рафаела Рамоса и Вењиан Лиуа у Бруклину, у Њујорку, након убистава Ерика Гарнера и Мајкла Брауна млађег раније те године и у контексту осталих убистава полицајаца и као одговор на већ постојећег покрета „Животи црнаца су важни”.
Амблем лобање стрип лика Панишер постао је популаран у покрету „Животи полицајаца су важни”, са многим компанијама које производе налепнице и мајице са амблемом Панишера обојеним са или поред танке плаве линије.  Творац Панишера, Џери Конвеј, критиковао је ову употребу, рекавши да полиција која користи симбол „прихвата менталитет одметника“ и „то је увредљиво исто као постављање заставе Конфедерације на зграду владе“. Конвеј је такође одговорио тако што је покушао да „поврати лого“ продајом мајица украшених логотипом Панишер и Животи црнаца су важни, а продаја иде директно добротворним организацијама које се баве деловањима покрета Животи црнаца су важни.
Полиција Лос Анђелеса је забранила да се застава приказује у јавним просторима у јануару 2023. године.
Постоје варијације које представљају професије осим полиције, као што је застава „танке црвене линије“, која представља ватрогасце, и „танка зелена линија“ која представља ветеране и активне припаднике свих родова америчке војске.

### Варијанте националних застава са плавом линијом
- Аустралија[35]
- Канада[36]
- Финска[37]
- Исланд[38]
- Швајцарска
- Украјина[39]
- Уједињено Краљевство[40]
- Сједињене Државе[7]

### Друге варијанте заставе
- Хонг Конг[41]
- Тексас[35]

### Заставе осталих занимања
Остале варијације заставе 
- Ватрогасци
- Federal Agents[а]
- Диспечери
- Војно особље[б]
- Потрага и спасавање
- Затворски службеници
- Особље за заштиту
- Особље медицинске неге
- Хитна помоћ

## Наступи и полемике
Критичари тврде да „танка плава линија“ представља начин размишљања „ми против њих“ који повећава тензије између полицајаца и грађана и негативно утиче на интеракцију полиције и заједнице тако што одваја полицију од друштва у целини. Понекад се користи као симбол опозиције покрету Животи црнаца су важни. Канадска мрежа против мржње је изјавила да се често сусреће са симболима танке плаве линије и 'подржава плаво' на страницама друштвених медија које користе групе мржње. У САД је документовано да су бели супрематисти носили заставе Танке плаве линије поред борбене заставе Конфедерације и нацистичких на митингу „Уједините десницу” у Шарлотсвилу, у Вирџинији.
Присталице симбола кажу да се ради о одавању почасти полицајцима који су убијени у вршењу дужности, и официрима који показују међусобну солидарност против напада критичара, криминалаца и шире јавности.
Последњих година употреба и приказивање симбола танке плаве линије изазвало је контроверзе у неколико заједница.
- У Чикагу, у новембру 2016. године, контрадемонстранти су носили симбол црно-беле америчке заставе да би показали подршку полицији након полицијског пуцања на Џошуу Била, за разлику од друге групе демонстраната који су сматрали да је пуцњава била неправедна и расно мотивисана.[54]
- У Ворвику, у Њујорку, неки грађани протестовали су против фарбања плаве линије низ коловоз јер је у супротности са покретом Црни су животи важни. Град је од тада офарбао линију црвеном, белом и плавом, бојама америчке заставе.[55]
- Застава која је стајала на згради суда у округу Мултномах у Портланду, |Орегон, је 2017. године уклоњена након што је постала позната међу демонстрантима у Шарлотсвилу.[56]

- У јулу 2019, америчку заставу „танка плава линија“ поставили су становници Јорка, у држави Мејн, као начин да одају почаст локалном полицајцу који је неколико деценија раније убијен на дужности. Због оптужби за расизам од стране чланова Јорк Диверсити Форума, Чарли Блек, син палог државног полицајца Чарлса Блека, је касније скинуо заставу.[57]
- Дана 31. маја 2020, одељење шерифа округа Хамилтон у Синсинатију, Охајо, поставило је заставу плаве линије уместо америчке заставе као одговор на Џорџ Флојд протести. Одељење је на Твитеру објавило да је оригинална застава украдена и да је застава плаве линије вијорена као замена у част полицајца полиције Синсинатија који је упуцан током немира.[58]
- Дана 30. јула 2020. године, заставе Плави животи су уклоњене из ватрогасних возила Хингам, Масачусетс, након вишедневних контроверзи око тога да ли заставе само поздрављају полицајце или имају више и политичке поруке. Неки грађани су помешали заставу са оригиналном заставом „танка плава линија“.[59][60]
- У мају 2021. Полицијско удружење Едмонтона изазвало је критике због вијоре танке плаве заставе на њиховој згради. У одговору, представник полицијског удружења је навео да они "не знају где и како се симболика плаве заставе претворила у расистичко или мржњу". Полицијско удружење је одбило да уклони симбол.[61]
- У августу 2021. сеоски одбор Маунт Проспекта, Илиноис, предграђа Чикага, изгласао је да се скине беџ са заставом плаве линије са униформи полицајаца. Шеф полиције је изјавио да је симбол замишљен као „спомен полицајцима убијеним служећи својој заједници“. Међутим, један повереник је приметио да „многи ову закрпу сматрају расистичким, без обзира на намеру“.[62]

## Забрана употребе
Од 2015. године, неколико јурисдикција је издало забрану против употребе слика танке плаве линије на полицијским униформама или у другим службеним својствима од стране хитних служби.

### Канада
- Дана 9. октобра 2020. године, Краљевска канадска коњичка полиција (РЦМП) издала је директиву о забрани ношења или истицања симбола везаних за Танку плаву линију од стране службеника који су на дужности. Овој директиви се супротставила Национална полицијска федерација, полицијски синдикат који представља службенике РЦМП-а. У знак одмазде, синдикат је наредио заставе Тхин Блуе Лине за све своје официре да носе против наређења РЦМП-а.[63][64][65][66] Дана 5. јуна 2021., службеници РЦМП-а који су били ангажовани на уклањању демонстраната у Фаири Црееку били су критиковани због ношења закрпа 'Тхин Блуе Лине' на својим униформама упркос директиви из октобра 2020. која забрањује њихову употребу.[67]
- У октобру 2020., убрзо након директиве РЦМП-а, Полицијска управа Викторије у Британској Колумбији забранила је заставе танке плаве линије на униформама официра. Полицијске снаге у суседној заједници Сааницх, Британска Колумбија, такође су потврдиле своју забрану полицијским службеницима да примењују персонализоване украсе попут заставе Танке плаве линије на своје одобрене униформе.[68]
- У фебруару 2021. године, шеф полиције града Отаве је применио стандарде униформе према којима би било какве измене, укључујући контроверзну фластеру „танке плаве линије“, биле забрањене за одећу полицајаца на послу.[69]
- У мају 2021. године, полицајци у Торонту су фотографисани како носе танке плаве линије на униформама док су чистили логор за бескућнике на стадиону Лампорт. Полицијски службеници су подсетили да симбол није одобрила ни комисија за одећу службе, ни начелник полиције. Ово је уследило након сличног инцидента 2020. године када је полицајцу у Торонту наређено да одмах уклони амблем са верзијом танке плаве линије која је постављена преко симбола црне лобање који је користио лик из стрипа Панишер.[47]

### Исланд
У октобру 2020, фотографија исландског полицајца била је предмет полемике међу становништвом. На фотографији, официр је носио заставу Винланда, као и заставу Исланда прекривену са танком плавом линијом. Министар правде Аслауг Арна Сигурбјорнсдотир је 12. маја 2021. године издао нове прописе којима је делимично забрањено ношење ових симбола на службеној полицијској униформи.

### Уједињено Краљевство
Током 2015. године, одређеном броју полицајаца Сасекса њихови претпостављени су наложили да скину значку са својих униформи која се састојала од плаве линије преко Јунион Џека на основу тога што није део њихове службене униформе и да се може сматрати политичким изјава у вези са смањењем буџета полиције.

### Сједињене Америчке Државе
- У 2017. години, након инцидента у Ривијера Бичу на Флориди, где је група полицајаца на својим личним возилима вијорила заставе танке плаве линије, њихов капетан је издао наређење да се заставе уклоне.[73]
- У мају 2020., службеницима Полицијске управе Сан Франциска (СФПД) било је забрањено да на послу носе немедицинске маске за лице са симболима „танке плаве линије“. Шеф полиције Ес Еф Пи Ди, Бил Скот, изјавио је да је ова одлука донета „узимајући у обзир забринутост коју су неки чланови заједнице изразили да се симболика 'танке плаве линије' на маскама за лице неких наших полицајаца може сматрати поделом или непоштовањем".[74]
- Дана 1. јуна 2020, шеф полиције Мидлтауна, Конектикат, Вилијам Мекена, дао је заједничку изјаву заједно са градоначелником града Беном Флорсхајмом, наводећи да ће уклонити заставу из јавности у полицијској управи Мидлтауна. Петиција организације Чејнџ  која је прикупила преко 1.300 потписа за уклањање застава након убиства Џорџа Флојда утицала је на град да донесе овакву одлуку.[75]
- У новембру 2020, начелник полицијске управе Универзитета Висконсина, Медисон забранио је службеницима да користе заставу на дужности на основу тога што је симбол постао повезан са екстремистима.[76] У саопштењу од 15. јануара 2021, начелник Роман је рекао да су екстремисти „видљиво кооптирали заставу танке плаве линије“.[77]
- У мају 2021. године, градови Манчестер, Јужни Виндзор, Мидлтаун и Вилимантик, сви у Конектикату, забранили су или уклонили заставе Танке плаве линије из својих градова. У Јужном Виндзору, заставе су уклоњене након што је шеф полиције изразио забринутост због истицања заставе. У Манчестеру су заставе забрањене новом градском забраном против банера који представљају „одређених верских покрета или вероисповести“, застава политичких партија и застава „које омогућавају насиље, дискриминацију, предрасуде или расизам“.[25]
- У јануару 2023. године, Полицијска управа Лос Анђелеса забранила је употребу заставе.[78]

## Белешке
1. ↑  Ово укључује погранична патролу, чуваре националних паркова, званичнике за заштиту природе
2. ↑  Дизајн је прилагођен променом маскирне шаре оној коју користи војна група.